# Prix Édouard Marcillac
Prix Édouard Marcillac är ett montélopp för treåriga hingstar som äger rum i februari på Hippodrome de Vincennes i Paris i Frankrike. Det är ett Grupp 3-lopp, man måste minst ha sprungit in 15 000 euro för att få starta. Den samlade prissumman 60 000 euro, varav 27 000 euro i förstapris. Framtill 2018 var det ett Grupp 2-lopp.

## Vinnare
| År   | Häst               | Far               | Kusk                  | Tränare                 | Tid/km |
| ---- | ------------------ | ----------------- | --------------------- | ----------------------- | ------ |
| 2025 | Meteore de Simm    | Boccador de Simm  | Mathieu Mottier       | Mathieu Mottier         | 1'15"0 |
| 2024 | Lucky Sibey        | Etonnant          | Éric Raffin           | Jean-Michel Baudouin    | 1'15"4 |
| 2023 | Kifil mde Bussy    | Boccador de Simm  | Alexandre Abrivard    | Loris Garcia            | 1'14"5 |
| 2022 | Jaspers Turgot     | Korean            | Éric Raffin           | Franck Anne             | 1'14"6 |
| 2021 | Ici C'est Paris    | Dollar Macker     | Christopher Corbineau | Philippe Allaire        | 1'13"4 |
| 2020 | Hudson Védaquais   | Thorens Védaquais | Yoann Lebourgeois     | Philippe Allaire        | 1'14"2 |
| 2019 | Godigious Deladou  | Prodigious        | Éric Raffin           | Sébastien Guarato       | 1'14"1 |
| 2018 | Fado du Chêne      | Singalo           | Paul-Philippe Ploquin | Julien Le Mer           | 1'14"9 |
| 2017 | Eye Of The Storm   | Village Mystic    | Yoann Lebourgeois     | Philippe Allaire        | 1'14"1 |
| 2016 | Dreamer Delo       | Ready Cash        | Éric Raffin           | Sébastien Guarato       | 1'14"8 |
| 2015 | Carlos des Caux    | Mien              | Matthieu Abrivard     | Jacques Bruneau         | 1'15"1 |
| 2014 | Baggio du Chatelet | Niky              | Matthieu Abrivard     | Nicolas Raimbeaux       | 1'14"8 |
| 2013 | Atwood Griff       | Goetmals Wood     | Éric Raffin           | Sébastien Guarato       | 1'15"9 |
| 2012 | Vaquero du Mont    | Kaisy Dream       | Anthony Dollion       | Hérve Gilles            | 1'15"0 |
| 2011 | Uncaring           | Nice Love         | Franck Nivard         | Sébastien Guarato       | 1'15"0 |
| 2010 | Thorens Védaquais  | Cygnus d'Odyssee  | Yoann Lebourgeois     | Philippe Allaire        | 1'15"2 |
| 2009 | Scipion du Goutier | Goetmals Wood     | Franck Nivard         | Franck Leblanc          | 1'14"4 |
| 2008 | Reve des Vallees   | Kiwi              | Franck Nivard         | Franck Leblanc          | 1'15"8 |
| 2007 | Quidam des Maj     | Gazouillis        | Arnaud Angeliaume     | Michel Triguel          | 1'16"8 |
| 2006 | Pacifique Gede     | Diamant Gede      | Nathalie Henry        | Tony Le Beller          | 1'16"4 |
| 2005 | Offshore Dream     | Reve d'Udon       | Philippe Masschaele   | Jean Philippe Borodajko | 1'18"0 |
| 2004 | Nobilis Jiel       | Gai Brillant      | Philippe Masschaele   | Jean-Luc Dersoir        | 1'19"2 |
| 2003 | Mood West          | Goetmals Wood     | Philippe Masschaele   | Alain Rogier            | 1'16"9 |
| 2002 | Luciano d'Ombree   | Beautiful Somolli | Jean-Philippe Mary    | Philippe Allaire        | 1'20"7 |
| 2001 | Kyrielle Club      | Un d'Estricat     | Yves Dreux            | Patrick Hawas           | 1'19"2 |
| 2000 | Jag de Bellouet    | Viking's Way      | Franck Nivard         | Christophe Gallier      | 1'19"8 |
| 1999 | Irina Scardrie     | Corot             | Philippe Gillot       | Thierry Duvaldestin     | 1'18"1 |
| 1998 | Halsa Blue         | Bon Vivant        | Jean-Philippe Mary    | Jean-Philippe Mary      | 1'18"5 |
| 1997 | Gai Brillant       | Podosis           | Jean-Philippe Mary    | Philippe Allaire        | 1'19"0 |
| 1996 | Fine Perle         | Marpheulin        | Jean-Philippe Mary    | Philippe Allaire        | 1'21"3 |
| 1995 | Easy To Drive      | Royal Ludois      | Jean-Philippe Mary    | Philippe Allaire        | 1'20"5 |
| 1994 | Duc de Janvier     | Quinze Janvier    | Yves Dreux            | Ali Hawas               | 1'20"3 |